# Premi Emmy 1965
La cerimonia dei Premi Emmy 1965, nota retroattivamente come 17ª edizione dei Primetime Emmy Awards (17th Primetime Emmy Awards), si è tenuta all'Hollywood Palladium a Los Angeles (California) il 12 settembre 1965.
La cerimonia fu presentata da Sammy Davis Jr.

## Primetime Emmy Awards
Per le candidature, furono presi in considerazione i programmi trasmessi tra il 13 aprile 1964 e il 30 aprile 1965.

### Migliore serie televisiva o altro programma di intrattenimento
- The Dick Van Dyke Show
- Hallmark Hall of Fame per l'episodio The Magnificent Yankee?
- My Name Is Barbra
- Young People's Concerts: What Is Sonata Form?
- The Andy Williams Show
- Bob Hope Presents the Chrysler Theatre
- Disneyland
- Mr. Novak
- Organizzazione U.N.C.L.E. (The Man from U.N.C.L.E.)
- La parola alla difesa (The Defenders)
- Profiles in Courage

### Migliore attore, attrice o altro personaggio di intrattenimento
- Leonard Bernstein - Young People's Concerts
- Lynn Fontanne - Hallmark Hall of Fame per l'episodio The Magnificent Yankee?
- Alfred Lunt - Hallmark Hall of Fame per l'episodio The Magnificent Yankee?
- Barbra Streisand - My Name Is Barbra
- Dick Van Dyke – The Dick Van Dyke Show
- Julie Andrews – The Andy Williams Show
- Gladys Cooper – Gli inafferrabili (The Rogues)
- Robert Coote – Gli inafferrabili (The Rogues)
- Richard Crenna – Slattery's People
- Julie Harris – The Holy Terror
- Bob Hope – Bob Hope Presents the Chrysler Theatre
- Dean Jagger – Mr. Novak
- David McCallum – Organizzazione U.N.C.L.E.

### Migliore regia per una serie televisiva o altro programma di intrattenimento
- La parola alla difesa – Paul Bogart per l'episodio The 700 Year Old Gang
- My Name Is Barbra – Dwight Hemion

### Migliore sceneggiatura per una serie televisiva o altro programma di intrattenimento
- La parola alla difesa – David Karp per l'episodio The 700 Year Old Gang
- The Dick Van Dyke Show – Carl Reiner per l'episodio Never Bathe On Sunday
- That Was the Week That Was – William Boardman, Dee Caruso, Robert Emmett, David Frost, Gerald Gardner, Buck Henry, Joseph Hurley, Tom Meehan, Herbert Sargent, Larry Siegel, Gloria Steinem, Jim Stevenson, Calvin Trillin e Saul Turteltaub